# 데번 머리
데번 머리(Devon Murray, 1988년 10월 28일 ~ )는 아일랜드의 배우이다. 해리 포터 영화 시리즈에서 시무스 피니간 역으로 잘 알려져 있다.

## 출연 작품
- 해리 포터와 죽음의 성물 - 2부 (2011)
- 해리 포터와 죽음의 성물 - 1부 (2010)
- 곤 피싱 (2008)
- 해리 포터와 불사조 기사단 (2007)
- 해리 포터와 불의 잔 (2005)
- 해리 포터와 아즈카반의 죄수 (2004)
- 해리 포터와 비밀의 방 (2002)
- 해리 포터와 마법사의 돌 (2001)
- 디스 이즈 마이 파더 (1998)